# Dey Know
«Dey Know» — (также «They Know») — первый сингл рэп-исполнителя Shawty Lo, с его дебютного сольного альбома Units in the City. Семплы для сингла, были взяты у группы Mandrill: «Children of the Sun».

## Список композиций
12-дюймовый сингл
- A1 "They Know (Radio)"
- A2 "They Know (Instrumental)"
- A3 "They Know (Main)"
- B1 "They Know (Radio)"
- B2 "They Know (Instrumental)"
- B3 "They Know (Main)"

## Ремиксы
Первый официальный ремикс был записан под названием "Dirty South Remix", при участии Ludacris, Young Jeezy, Plies, и Lil' Wayne. Второй официальный ремикс, был записан при участии Young Jeezy, E-40, Plies, & Gorilla Zoe. Первый ремикс стал известен тем, что вокал Lil' Wayne был сделан через автотюн голоса. Эта техника вокала стала популярной в хип-хопе и R&B благодаря T-Pain, и использовалась во многих песнях Wayne с 2008 по 2009 годы. Также был записан ремикс под названием "NY Remix" при участии Maino, Lil' Kim & Busta Rhymes, Camp 22, Rasheeda, Buckeey и Crime Mob. Кроме того, у Мемпфисского рэпера Yo Gotti есть ремикс на песню, который попал в его микстейп Cocaine Muzik.
Rick Ross, Young Jeezy, Paul Wall, Papoose и Bun B также зписали свои фристайлы на песню.
У Kardinal Offishall и Rock City также есть своя версия песни.
Re-Up Gang также сделали свою версию песни под названием "Dey Know Yayo", который попал в микстейп "We Got It 4 Cheap Vol. 3: The Spirit of Competition".
Crooked I записал фристайл, который был исполнен в сериале "Hip-Hop Weekly Series (Week 40 - They Know)".
R&B-певец Casely также записал свой ремикс.
Французский рэпер Driver также записал свой ремикс, под названием "C'est Trop".

## Чарты
| Чарт (2007)                          | Пик позиция |
| ------------------------------------ | ----------- |
| U.S. Billboard Hot 100               | 31          |
| U.S. Billboard Hot R&B/Hip-Hop Songs | 8           |
| U.S. Billboard Hot Rap Tracks        | 3           |
| U.S. Billboard Pop 100               | 59          |
| U.S. Billboard Rhythmic Top 40       | 12          |

## Внешние ссылки
- Full lyrics of this song на MetroLyrics